# Надіфлоксацин
Надіфлоксацин — синтетичний антибіотик з групи фторхінолонів II покоління для місцевого застосування.

## Фармакологічні властивості
Надіфлоксацин — синтетичний антибіотик з групи фторхінолонів II покоління. Діє бактерицидно, порушуючи синтез ДНК в бактеріальних клітинах. До препарату чутливі грампозитивні бактерії (включно з Staphylococcus epidermidis), грамнегативні бактерії, анаероби (в тому числі Propionibacterium acnes).Надіфлоксацин застосовується виключно місцево. При нанесенні на шкіру всмоктування в кров незначне, після першого нанесення концентрація в крові препарату становить 1.7 нг/мл. Період напіввиведення надіфлоксацину становить 23,2 години. Не досліджено проникнення препарату через плацентарний бар'єр і виділення в грудне молоко. Виводиться надіфлоксацин з організму із сечею.

## Показання до застосування
Надіфлоксацин застосовується при захворюваннях шкіри: звичайних вугрів, фолікуліту, сикозу.

## Побічна дія
При застосуванні надіфлоксацину нечасто виникають наступні побічні ефекти: місцеві реакції — болючість, почервоніння шкіри, контактний дерматит, свербіж шкіри, сухість шкіри, папульозні висипання; системні ефекти — приливи крові до обличчя, підвищення потовиділення.

## Протипокази
Надіфлоксацин протипоказаний при підвищеній чутливості до фторхінолонів, дітям до 14 років, при вагітності та під час годування грудьми.

## Форми випуску
Надіфлоксацин випускається у вигляді 1% крему для місцевого застосування по 10 г.